# Karl-Hermann Kandler
Karl-Hermann Kandler (* 19. August 1937 in Dresden) ist ein deutscher evangelisch-lutherischer Theologe, Historiker und Autor. Er war Professor für Systematische Theologie an der Universität Leipzig.

## Leben und Wirken
Kandler studierte Evangelische Theologie an der Universität Leipzig und war danach ab 1962 Gemeindepfarrer in Sachsen; von 1965 bis 1980 der Ulrichkirche zu Schlettau, danach bis 1990 in Freiberg. Seither ist er aufgrund einer Kehlkopf-Totaloperation schwerbehindert. 1966 promovierte er mit seiner Dissertation über Die Abendmahlslehre des Kardinals Humbert und ihre Bedeutung für das gegenwärtige Abendmahlsgespräch an der Theologischen Fakultät der Universität Leipzig. 1970 folgte dort seine Habilitation mit seiner Arbeit über Christi Leib und Blut. Studien zur gegenwärtigen lutherischen Abendmahlslehre. Ab 1988 nahm er Lehraufträge in Berlin, Leipzig und Freiberg wahr. Von 1996 bis 2002 lehrte er als Außerplanmäßiger Professor für Systematische Theologie an der Universität Leipzig. Bis zum Eintritt in den Ruhestand im Jahr 2000 war er Geschäftsführer des Landeskirchlichen Prüfungsamtes in Leipzig. Er war von 1997 bis 2014 Vorsitzender des Lutherischen Einigungswerkes der Vereinigten Evangelisch-Lutherischen Kirche Deutschlands (VELKD). Seit 2014 ist er stellvertretender Vorsitzender der Vereinigung und stellvertretender Vorsitzender des Geschäftsführenden Ausschusses. Zwischen 1978 und 1983 war Kandler Mitglied der sächsischen Landessynode. Von 1990 bis zur Vereinigung mit der EKD im darauffolgenden Jahr gehörte er der Synode des Bundes der Evangelischen Kirchen in der DDR an, leitete deren Rechtsausschuss und war in die Einigungsverhandlungen einbezogen. Er engagiert sich im Kirchenrat in Freiberg und leitet die Selbsthilfegruppe des Ortsvereins der Kehlkopflosen Freiberg und Umgebung.
In seinen Büchern setzt er sich mit dem mittelalterlichen Philosophen und Naturwissenschaftler Dietrich von Freiberg auseinander, der im Dominikanerkloster lehrte, ebenso mit dem Denker Nikolaus von Kues.
Kandler ist seit 1962 mit seiner Ehefrau Christel verheiratet. Das Paar hat fünf Töchter. Er ist ein Enkelsohn des Architekten Woldemar Kandler.

## Ehrungen
- Bundesverdienstkreuz am Bande (1999)[5]
- „Annenmedaille“, verliehen durch Sachsens Sozialministerin Christine Clauß für seine Verdienste beim Einsatz für behinderte und chronisch kranke Menschen
- „Andreas-Möller-Geschichtspreis“ der Sparkassenstiftung für Kunst und Kultur und des Freiberger Altertumsvereins
- Ehrenurkunde der Bundesarbeitsgemeinschaft Selbsthilfe e. V.
- Ehrenmitgliedschaft der Landesarbeitsgemeinschaft Selbsthilfe Sachsen e. V.[6]

## Veröffentlichungen
- Luther, Arnoldshain und das Abendmahl. Die Herausforderung der lutherischen Abendmahlslehre durch die Arnoldshainer Abendmahlsthesen (Aufsätze und Vorträge zur Theologie und Religionswissenschaft, Heft 46), Evangelische Verlagsanstalt, Berlin 1970.
- Die Abendmahlslehre des Kardinals Humbert und ihre Bedeutung für das gegenwärtige Abendmahlsgespräch, (zugl. Dissertation, Theologische Fakultät, Leipzig 1966; Arbeiten zur Geschichte und Theologie des Luthertums, Band 24). Lutherisches Verlagshaus, Berlin & Hamburg 1971, ISBN 978-3-7859-0390-2.
- Christi Leib und Blut. Studien zur gegenwärtigen lutherischen Abendmahlslehre (zugleich Habilitation, Universität Leipzig, 1970; Arbeiten zur Geschichte und Theologie des Luthertums, NF 2), Lutherisches Verlagshaus, Hannover 1982, ISBN 978-3-7859-0484-8.
- Zur Kirche verdichtete Gemeinschaft? Ein Beitrag zum Thema Konfession und Union, Diasporawerk in der SELK, 1990.
- Die Kirchen und das Ende des Sozialismus. Betrachtungen eines Betroffenen, Mut-Verlag, Asendorf 1991, ISBN 978-3-89182-022-3.
- Christliches Denken im Mittelalter bis zur Mitte des 14. Jahrhunderts, Evangelische Verlagsanstalt, Leipzig 1993, ISBN 978-3-374-01429-3.
- Nikolaus von Kues. Denker zwischen Mittelalter und Neuzeit (Arbeiten Zur Pastoraltheologie, Liturgik Und Hymnologie), Vandenhoeck & Ruprecht, Göttingen 1995, ISBN 978-3-525-55430-2.
- Situationsbezogene Verkündigung. Die Predigt während der Wende 1989/90 in der Evangelisch-Lutherischen Landeskirche Sachsens. Die Rolle der Ev.-Luth. Landeskirsche Sachsens während der Wende 1989/90. Teil I., Evangelische Verlagsanstalt, Leipzig 1996, ISBN 978-3-37401631-0.
- Die Rolle der ev.-luth. Kirche in Freiberg während der Wende 1989/90 (Forschungsauftrag des Ev.-Luth. Landeskirchenamtes Sachsen, Teil II), TU Bergakad, Freiberg 1996, ISBN 978-3-86012-027-9.
- Behindertenethik in christlicher Verantwortung, Verlag und Schriftenmission der Evangelischen Gesellschaft, Wuppertal 2000, ISBN 978-3-87857-296-1.
- Das Wesen der Kirche nach evangelisch-lutherischem Verständnis, Freimund-Verlag, Neuendettelsau 2007, ISBN 978-3-86540-015-4.
- Kirchengeschichte Freibergs, (mehrteiliges Werk): 
  - Band 1: Kirchengeschichte Freibergs 1162 – 1648: vom Mittelalter zur Frühen Neuzeit, Sax-Verlag, Beucha/Markkleeberg 2013, ISBN 978-3-86729-124-8.
  - Band 2: Kirchengeschichte Freibergs 1648 – 1933: vom Westfälischen Frieden bis zum Ende der Weimarer Republik, Sax-Verlag, Beucha/Markkleeberg 2015, ISBN 978-3-86729-154-5.
  - Band 3: Kirchengeschichte Freibergs 1933 – 1945, Sax-Verlag, Beucha/Markkleeberg 2011, ISBN 978-3-86729-091-3.
  - Band 4: Kirchengeschichte Freibergs 1945 – 1990: vom Ende des Zweiten Weltkrieges bis zur Wiedervereinigung Deutschlands, Sax-Verlag, Beucha/Markkleeberg 2016, ISBN 978-3-86729-186-6.

als (Mit)Herausgeber
- Dietrich von Freiberg: Neue Perspektiven seiner Philosophie, Theologie und Naturwissenschaft, Grüner Verlag, Amsterdam 1999, ISBN 978-90-6032-355-7.
- Die Autorität der Heiligen Schrift für Lehre und Verkündigung der Kirche, Freimund-Verlag, Neuendettelsau 2000, ISBN 978-3-7726-0221-4.
- Was ist der Mensch, dass du seiner gedenkst? Das christliche Menschenbild angesichts moderner Genforschung (Schriftenreihe des Lutherischen Einigungswerkes Heft 2), Freimund-Verlag, Neuendettelsau 2001, ISBN 978-3-7726-0229-0.
- Freiberger Bergpredigten aus fünf Jahrhunderten, Freiberg 2004, ISBN 978-3-86012-227-3.
- Das Christuszeugnis im interreligiösen Dialog (Schriftenreihe des Lutherischen Einigungswerkes Heft 3), Freimund-Verlag, Neuendettelsau 2004, ISBN 978-3-86540-000-0.
- Die kurfürstliche Grabkapelle im Dom zu Freiberg, Evangelisch-Lutherische Domgemeinde, Freiberg 2006.
- Das Bekenntnis der Kirche zu Fragen von Ehe und Kirche, Freimund-Verlag, Neuendettelsau 2011, ISBN 978-3-86540-096-3.
- Sind wir noch Kirche Jesu Christi?, Freimund Verlag, Neuendettelsau 2012, ISBN 978-3-86540-116-8.
- Schriftverständnis und Missionsauftrag, Freimund Verlag, Neuendettelsau 2014, ISBN 978-3-86540-182-3.